# Адриан (Тяжёлов)
Архимандрит Адриан (в миру Иван Иванович Тяжёлов; 1800, Москва — 1870, Санкт-Петербург) — архимандрит Русской православной церкви.
Написал несколько учёных трудов.

## Биография
Сын священника. В 1824 года окончил Тверскую духовную семинарию, затем Московскую духовную академию, VI выпуск (1828), со степенью старшего кандидата и правом на получение степени магистра по выслуге двух лет в училищной службе с одобрением начальства и по представлении новых рассуждений в Комиссию духовных училищ.
На третьем курсе МДА пострижен в монашество с наречением имени Адриан, 17 апреля 1827.
С 1828 года — инспектор и преподаватель философии в Вятской духовной семинарии.
С 1830 года — возведён в сан архимандрита и назначен настоятелем третьеклассного Слободского Воздвиженского монастыря.
С 1833 года до 20 июня 1841 года — ректор Тамбовской духовной семинарии и настоятель Троицкого монастыря в Козлове (Мичуринск). Епископ Арсений (Москвин) был недоволен деятельностью ректора архимандрита Адриана. Однако поменять ректора епископ не смог и всё время своего управления Тамбовской епархией мирился с пребыванием архимандрита Адриана на этой должности.
С 20 июня 1841 года — настоятель первоклассного Елецкого Успенского монастыря, ректор Черниговской духовной семинарии.
В том же году вызван в Санкт-Петербург на чреду священнослужения.
4 октября 1846 года назначен ректором Вологодской духовной семинарии с настоятельством в Спасо-Прилуцком монастыре с оставлением при нём лично степени настоятеля первоклассного монастыря.
22 марта 1849 года был вызван в Санкт-Петербург с целью помещения его в Александро-Невской лавре.
Скончался в 1870 году.